# Evangelio árabe de la infancia
El Evangelio árabe de la infancia es uno de los evangelios apócrifos tardíos. También denominado el Evangelio árabe del Pseudo Juan. Está escrito en lengua árabe, con 158 páginas que aún se encuentran en buen estado, en las que se hace referencia al Evangelio de Juan, detallando los milagros de Jesús. Este evangelio se conserva en la Biblioteca Ambrosiana de Milán (Italia). Entre los evangelios apócrifos tardíos que narran la infancia de Jesucristo, también se hallan el Evangelio de la Infancia según San Pedro, atribuido a San Pedro, y el Evangelio de Bernabé, que aunque se escribiera en árabe, lo que se conserva son manuscritos en lengua castellana e italiano.

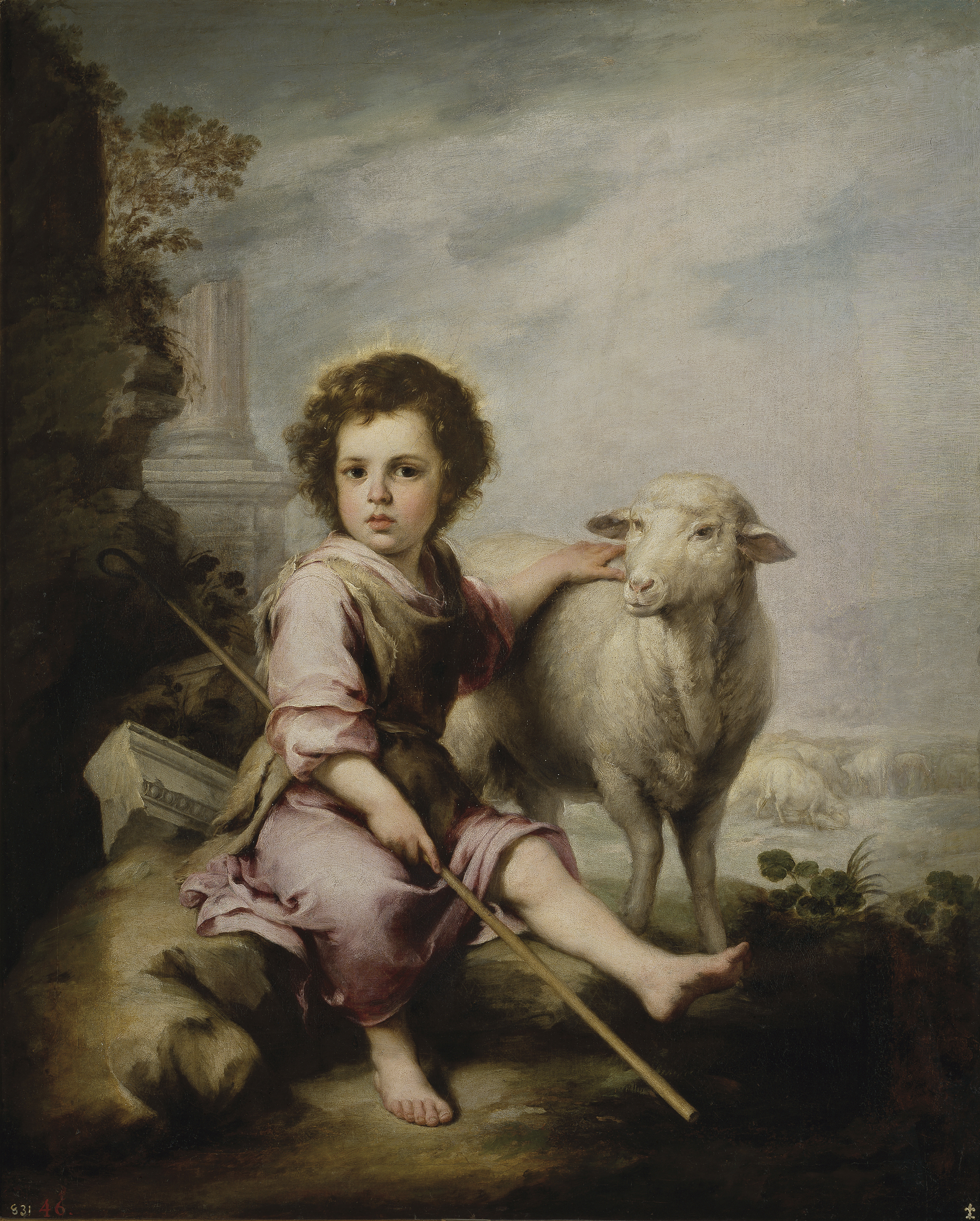
El Buen Pastor (Murillo)

## Contenido
El texto inicia citando a Jesús diciendo a su madre tras apenas haber nacido: 

“Yo soy el Verbo, Hijo de Dios, que tú has parido, como te lo había anunciado el ángel Gabriel, y mi padre me ha enviado para salvar el mundo”.

  En él hay un apartado sobre la circuncisión.  Se dice que una anciana israelita que realizó dicho procedimiento, separó el prepucio (o tal vez el cordón umbilical) y lo puso en un recipiente pequeño lleno de aceite de nardo, para llevarlo a su hijo, dedicado a la elaboración de perfumes.  No obstante, consciente de su valor inmaterial, la anciana le advirtió: 

"Guárdate de vender esta botellita de nardo, aunque te ofrecieran trescientos denarios por ella”.

  El evangelista narra que el contenido de este recipiente fue el que muchos años después utilizara María Magdalena para perfumar el cabello y los pies del  Jesús adulto.
Por lo demás, en el capítulo X existe una referencia a la permanencia en Egipto.  En esa tierra se profesaba una religión diferente a la de los judíos, a la que daban carácter de idolatría.  Cuenta el autor del evangelio árabe que cuando la sagrada familia iba en camino a esas tierras pasó cerca de una aldea donde se adoraba un ídolo, que en realidad era un demonio disfrazado; el sacerdote de ese lugar era el padre de un muchacho poseído por un espíritu inmundo.  El ingreso de Jesús, María y José provocó un fuerte temblor en todo Egipto y los ídolos del templo cayeron de sus pedestales.  Los sacerdotes se reunieron con el responsable del primer ídolo para preguntarle la razón del fenómeno y este respondió con las palabras que anuncian la nueva fe y resumen la importancia del cristianismo como superación de las religiones paganas: 

“Presente está aquí un Dios invisible y misterioso, que posee, oculto en él, un Hijo semejante a sí mismo, y el paso de este Hijo ha estremecido nuestro suelo. A su llegada, la tierra ha temblado ante su poder y ante el aparato terrible de su majestad gloriosa”.

  En respuesta  a este reconocimiento, el hijo del sacerdote se cura cuando le ponen sobre la cabeza un pañal de Jesús recién lavado.
En los capítulos siguientes se describe al niño Jesús como héroe y sanador. En el evangelio árabe libera a un grupo de viajeros secuestrados de unos bandidos, expulsa a los demonios de los poseídos, hace hablar a una joven muda, alivia a los leprosos, libera a un recién casado y ayuda a un hombre convertido en mulo por unas perversas hechiceras a recuperar su forma humana.  Cuando la familia regresa a Belén los prodigios continúan.  Otra historia notable ocurre en el capítulo XXXV.  Jesús, que tendría 3 años de edad se encuentra con Judas Iscariote quien, poseído por un demonio le pega en un costado e intenta morderlo.  Jesús llora de dolor y en ese mismo momento el demonio abandona a Judas en la forma de perro rabioso.  En ese episodio aparece de nuevo la conexión entre la infancia y la edad adulta cuando el evangelista reporta: 

“Y el costado en que Judas lo golpeó fue el mismo que los judíos atravesaron con una lanza”.

Según este evangelio el niño Jesús en ocasiones es un niño travieso que se divierte con sus poderes: en cierta ocasión entró al taller de un tintorero y tiñe de índigo todas las prendas, ante el estupor del tintorero revierte su travesura y saca de la tina cada prenda con el color que le indicaba el dueño del taller.  Algunos niños le temen y él se siente a gusto con otros que lo preconizan como rey, un juego infantil en el que se le da el reconocimiento al que aspiraría en su edad adulta: 

“Cuando llegó el mes de adar, Jesús congregó a los niños alrededor suyo, y les dijo: Démonos un rey. Y los apostó sobre el camino grande. Y ellos extendieron sus vestidos en el suelo, y Jesús se sentó encima. Y tejieron una corona de flores, y la pusieron sobre su cabeza, a guisa de diadema. Y se colocaron junto a él, formados en dos grupos, a derecha e izquierda, como chambelanes que se mantienen a ambos lados del monarca.

Y a quienquiera pasaba por el camino, los niños lo atraían a la fuerza, y le decían: "Prostérnate ante el rey, ve lo que desea, y después prosigue tu marcha”.

El evangelio árabe concluye con la entrevista entre Jesús y los sabios del templo.  El pequeño los sorprende con sus conocimientos de teología, astronomía y filosofía y se revela como un sabio con las características de estos en la antigüedad a la manera helénica de Aristóteles. Uno de los sabios le pregunta si posee nociones de medicina natural: 

“Y Jesús respondió con una disertación sobre la física, la metafísica, la hiperfísica y la hipofísica, sobre las fuerzas de los cuerpos y de los temperamentos, y sobre sus energías y sus influencias en los nervios, los huesos, las venas, las arterias y los tendones, y sobre sus efectos, y sobre las operaciones del alma en el cuerpo, sobre sus percepciones y sus potencias, sobre la facultad lógica, sobre los actos del apetito irascible y los del apetito concupiscible, sobre la composición y la disolución, y sobre otras cosas que sobrepujan la razón de una criatura”.